# Región de Batina
Batina (árabe: الباطنة āl-Bāţinah) es una de las regiones (mintaqah) de Omán.
La región, también conocida como la Costa de Al Batinah, es una de las regiones más habitadas de Omán.
Geográficamente, está situada en la costa del Golfo de Omán. Limita al norte con Khatmat Malahahm, al sur con Ras Al Hamra, al oeste con las montañas Al Hajr Al Gharbi, y al este con el Golfo de Omán. 
Al Batinah está formada por doce vilayatos: Sohar, Ar Rustaq, Shinas, Liwa, Saham, Al Khaburah, As Suwayq, Nakhal, Wadi Al Maawil, Al Awabi, Al Musanaah y Barka.
El centro de la región es Sohar.
- Datos: Q264245
- Multimedia: Al-Batinah Region, Oman / Q264245